# Mantidactylus bourgati
Espèce
Statut de conservation UICN

 EN  : En danger
Mantidactylus bourgati est une espèce d'amphibiens de la famille des Mantellidae.

## Répartition
Cette espèce est endémique de Madagascar. Elle se rencontre entre 1 400 et 2 000 m d'altitude dans le massif d'Andringitra,.

## Taxinomie
Cette espèce a été retirée de sa synonymie avec Mantidactylus curtus par Glaw et Vences en 2006 où elle avait été placée par Blommers-Schlösser & Blanc en 1991.

## Étymologie
Cette espèce est nommée en l'honneur du professeur Bourgat, de l'université de Lomé.

## Publication originale
- Guibé, 1974 : Batraciens nouveaux de Madagascar. Bulletin du Museum National d'Histoire Naturelle, sér. 3, Zoologie, vol. 145, p. 1009-1017 (texte intégral).